# Rete a sostituzione e permutazione

Schema per una rete a sostituzione e permutazione

In crittografia una rete a sostituzione e permutazione è un insieme di operazioni matematiche eseguite in sequenza su dei dati in ingresso. Viene utilizzata negli algoritmi crittografici è alla base dell'algoritmo AES.

## Descrizione
La rete è composta da un insieme di S-box e P-box che effettuano le trasformazioni sui blocchi in ingresso. Spesso queste operazioni sono delle operazioni che possono essere implementate in modo efficiente in hardware come per esempio l'XOR.
Le S-box sostituiscono o trasformano secondo un opportuno schema i bit di ingresso generando i bit d'uscita, che vengono inviati al blocco successivo. Una buona S-box deve essere progettata in modo che la variazione di un solo bit in ingresso provochi la variazione della metà dei bit in uscita e ogni bit d'uscita deve dipendere da tutti i bit in ingresso. Le P-box provvedono a permutare o a trasporre i bit in ingresso. 
In aggiunta ad ogni round (ciclo nella rete) i bit di ingresso vengono sommati alla chiave, tipicamente con l'operatore XOR.